# Libresa
Libresa es una editorial ecuatoriana con sede en Quito. Nació hace más de 30 años como extensión de la cadena Librería Española. Actualmente cuenta con más de 500 títulos publicados en Ecuador.
La editorial imprime la colección de literatura "Antares", que ofrece libros a precios económicos.

## Concurso Internacional de Literatura Infantil y Juvenil Libresa
Libresa desarrolla el Concurso Internacional de Literatura Infantil y Juvenil Libresa - Julio C. Coba, que durante sus primeras ediciones se realizaba de forma bienal. El objetivo del mismo es estimular la creación de obras literarias para el público de menor de edad.
| Ganadores del Concurso Internacional de Literatura Infantil y Juvenil Libresa | Ganadores del Concurso Internacional de Literatura Infantil y Juvenil Libresa | Ganadores del Concurso Internacional de Literatura Infantil y Juvenil Libresa | Ganadores del Concurso Internacional de Literatura Infantil y Juvenil Libresa |
| Edición                                                                       | Año                                                                           | Obra                                                                          | Autor                                                                         |
| ----------------------------------------------------------------------------- | ----------------------------------------------------------------------------- | ----------------------------------------------------------------------------- | ----------------------------------------------------------------------------- |
| I                                                                             | 1999                                                                          | Candela                                                                       | Mariana Furiasse                                                              |
| II                                                                            | 2001                                                                          | Por la ventana de Sol                                                         | Raúl Tamargo                                                                  |
| III                                                                           | 2003                                                                          | El beso más largo del mundo                                                   | Ricardo Chávez Castañeda                                                      |
| IV                                                                            | 2005                                                                          | La palabra más hermosa                                                        | Jordi Sierra i Fabra                                                          |
| V                                                                             | 2006                                                                          | La novia de mi hermano                                                        | Gerardo Meneses                                                               |
| VI                                                                            | 2007                                                                          | La familia de Martina Espadachini                                             | Lilia García Bazterra                                                         |
| VII                                                                           | 2008                                                                          | Bip-bip                                                                       | Lucrecia Maldonado                                                            |
| VIII                                                                          | 2009                                                                          | Una gata con todos los nombres del mundo                                      | Carlos Rodrigues Gesualdi                                                     |
| IX                                                                            | 2010                                                                          | La tienda de Nadie                                                            | Elena Corujo                                                                  |
| X                                                                             | 2011                                                                          | Clodomiro Fernández, el rey sin corona                                        | Alicia Barberis                                                               |
| XI                                                                            | 2012                                                                          | Confundido[cita requerida]                                                    | Maribel Suárez                                                                |
| XII                                                                           | 2013                                                                          |                                                                               |                                                                               |
| XIII                                                                          | 2014                                                                          | Diecisiete ballenas en una pecera                                             | Ernesto Torres                                                                |
| XIV                                                                           | 2015                                                                          |                                                                               |                                                                               |
| XV                                                                            | 2016                                                                          | Margarita                                                                     | Carolina Peleretegui                                                          |
| XVI                                                                           | 2017                                                                          | Pistacho                                                                      | Víctor Almazán                                                                |
| XVII                                                                          | 2018                                                                          | Niños de agua                                                                 | Sandra de la Torre                                                            |